# Biantes atroluteus
Biantes atroluteus is een hooiwagen uit de familie Biantidae. De wetenschappelijke naam van Biantes atroluteus gaat terug op Roewer.